# 糸井嘉男
糸井 嘉男（いとい よしお、1981年〈昭和56年〉7月31日 - ）は、京都府与謝郡岩滝町（現：与謝野町）出身の元プロ野球選手（外野手）、YouTuber、野球解説者、野球評論家、タレント。右投左打。2023年より、阪神タイガースの｢Special Ambassador｣（SA）を務める。
愛称は「超人」、「ヨッピ」。

## 概要
プロ入り後に投手からの野手コンバートに成功した選手の代表格。野手転向後は日本を代表する所謂5ツールプレイヤーとなる。
2013年からの4年間はオリックス・バファローズに、2017年から引退までは阪神タイガースに所属した。2013年にはワールド・ベースボール・クラシックで侍ジャパンの四番打者も任された。
NPB史上初の6年連続「打率3割・20盗塁・ゴールデングラブ賞」達成者。2019年までにNPB史上7位の通算出塁率.394の記録、NPB史上9位の9度の打率3割マークを成し遂げている。

## 経歴

### プロ入り前
1981年7月31日に、京都府与謝郡岩滝町（現：与謝野町）にて生まれる。父親はトライアスロン選手で2022年時点でも現役。
小学3年生の夏休みに家族で初めて甲子園球場に向かい、真弓明信がアーチを架けたのを見たのがプロ野球選手になりたいと思った理由の一つという。
中学時代は硬式野球部ではなく、旧岩滝町の橋立中学校の軟式野球部に所属。3年時、勝てば府大会へと繋がる重要な大会の日、試合前の練習中にベンチに座り休憩していたが、顧問の教師に「帰れ!」と怒鳴られ、それを真に受けて帰宅してしまう。学校の目の前に自宅があった糸井は、試合へ出陣するチームのバスに向かって、自宅の二階から「頑張ってこいよ〜!」と手を振っていたという。エースの不在でチームは早々に敗退してしまい、私立強豪校からの誘いを受けられず、岩滝町に隣接する宮津市にある京都府立宮津高等学校に進学した。
高校入学早々に、痛んでいた膝を病院にて診断。中学2年時から膝の皿が割れていて、痛みに耐えながらプレーを続けていたことが発覚し、すぐさま手術する。リハビリを行い、2年時にようやく走れるようにまで回復し、2年の春先の練習試合で復帰登板を果たす。ところが一人に投げ終えたところですぐに肩の痛みを発症し降板。今度は肩を手術することとなり、その後医師の許可が降りた3年春から復帰を果たす。実質3年時の4か月しかプレーしていなかったが、投手として阪神タイガースのスカウトからも注目される。それでもドラフト会議での指名が確実ではなかったことから4年後を見据え、近畿大学に進学した。
近畿大学野球部では、1年秋から先発を務めていた同学年でエースの野村宏之や、1学年下の貴志款八（その後日本新薬）の陰に隠れ、3年時の2002年春まで関西学生野球連盟のリーグ戦出場がなかった。しかし同年の秋季リーグでデビューを果たすと、4年時の春季リーグではエースとして2度の完封勝利を含む5連勝（無敗）の大活躍でリーグMVP・最優秀投手・ベストナインの三冠に輝いた。大学選手権では初戦で馬原孝浩（九州共立大）と投げ合うが2回途中7失点で降板し、5回コールド負け。大学通算成績は19試合に登板、9勝2敗、防御率1.49であった。同期には田中雅彦や中村真人らがいる。
2003年11月19日に行われたプロ野球ドラフト会議にて北海道日本ハムファイターズに自由獲得枠で入団。契約金1億円、年俸1500万円で、背番号は26となった。

### 日本ハム時代

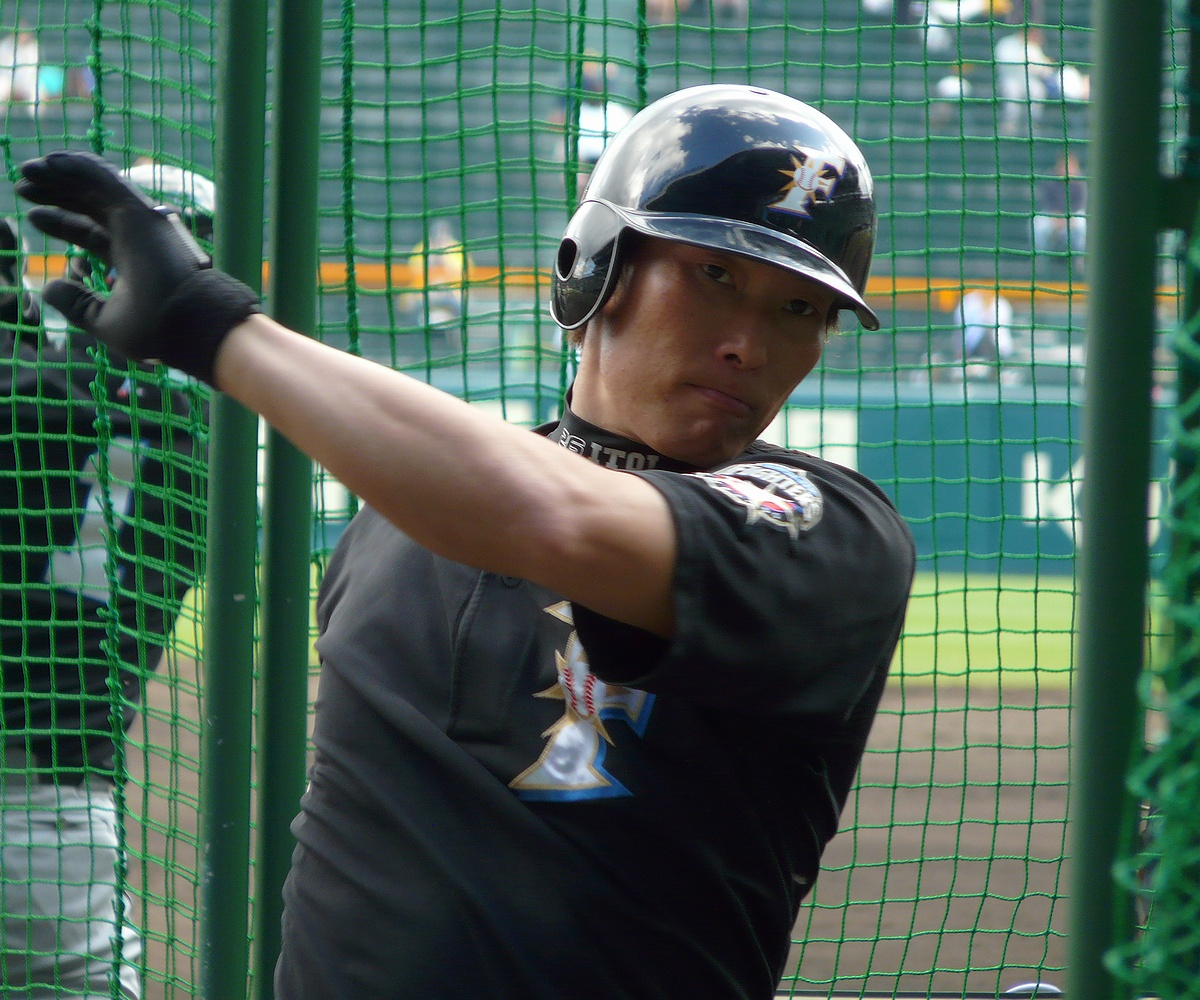
日本ハム時代（2010年5月13日、阪神甲子園球場にて）

2004年 - 2005年の2年間は本人曰く「鳴かず飛ばず」で一軍登録されることはなく、二軍では通算36試合に登板し、8勝9敗3セーブで防御率は4.86だった。
2006年4月25日に正式に外野手にコンバート。投手として結果を残すことが出来ず、高田繁GMに投手失格を宣言された（本人曰く、笑いながら言われた）と同時に足が速いなど野手としての素質を見込まれての転向であった。また、チームメイトの新庄剛志も野手転向を助言していた。すると転向僅か5か月にして9月度のイースタン・リーグ月間MVPを受賞（月間打率.397）。二軍のシーズン成績は打率.306、8本塁打、8盗塁を記録。シーズン中の一軍出場はなかったが、11月のアジアシリーズでは出場登録28人枠入りし、11月11日のチャイナスターズ（中国野球リーグ選抜チーム）戦にて途中出場で一軍初出場を果たした。
2007年は野手転向2年目にして開幕一軍入りを果たすが、結果を残せずすぐに二軍落ち。その後故障もあったが9月に再昇格し、9月10日にプロ初安打・初盗塁を記録。しかしその盗塁の際に足を痛めてしまい、すぐに登録抹消となった。二軍では同僚の金子洋平に次ぐイ・リーグ2位の12本塁打をはじめ、打率.319、長打率.579、14盗塁と好成績を残した。
2008年は左翼手として初の開幕戦先発出場を果たすものの、3月30日に対東北楽天ゴールデンイーグルス戦（Kスタ宮城）で負った肉離れを押して試合に出続けたことにより、故障箇所を悪化させ二軍落ち。一軍復帰後にはプロ入り初を含む5本塁打を打ち、この年は他に63試合出場、打率.239、45安打、21打点、13盗塁を記録した。クライマックスシリーズ第1ステージでは1番打者に抜擢された。オフに770万円アップの推定年俸1800万円で契約更改。
2009年は「7番センター」として2年連続の開幕スタメンの座を掴むと、打順は7番や2番を中心に、主に3番の稲葉篤紀がスタメンを外れた12試合では3番を担い、ポジションは前年まで3年連続でゴールデングラブ賞を獲得していた森本稀哲を押しのけセンターとしてついにレギュラーに定着。特に6月は好調で、月間打率、安打数がともにリーグ2位で、4試合で殊勲安打（同点1、先制3）を打ち、チームの首位堅持に貢献。6月11日から30日にかけては11試合連続安打を打ち、月間9二塁打はリーグトップ、6盗塁はリーグトップタイの成績を残し、自身初の月間MVPを受賞した。受賞会見では「不安ばっかりだったが、必死に練習してきた。起用してくれた監督、コーチ、そして転向を打診してくれた高田監督（当時東京ヤクルトスワローズ監督）に感謝したい」と秘めた思いを口にした。7月には監督推薦によりオールスターゲームにも初出場を果たした。シーズン終了までレギュラーを守り切り、チームの2年ぶりのリーグ優勝に貢献した。自己最多となる131試合に出場し、初めて規定打席に到達。打率.306（リーグ7位）、15本塁打、24盗塁（同7位）、出塁率.381（同6位）、長打率.520（同4位）、OPS.901（同3位）という成績を記録し、パ・リーグ外野手部門2位で初のベストナインを、同外野手部門1位で初のゴールデングラブ賞をダブル受賞した。契約更改では3倍以上増となる推定年俸6000万円でサインし、「投手で入って野手になったときは一軍が目標だった。活躍できるなんて想像もしていなかった」と喜びを口にした。
2010年は前年主に5番のターメル・スレッジが退団した影響で主に「5番センター」としてクリーンアップの一角を担った。6月15日の東京ヤクルトスワローズ戦（明治神宮野球場）では1試合4二塁打を打った。イチローや井口資仁ら好打者に並ぶ史上10人目の記録であったが「ホンマですか。必死なだけです」と語った。7月1日には、選手間投票により2年連続でのオールスターゲーム選出を果たす。本拠地最終戦の9月26日の対埼玉西武ライオンズ戦（札幌ドーム）では9回裏にサヨナラ打を打ち、勝利を引き寄せた。この年は2年連続15本塁打を打ち、すべて前年を上回る打率.309、64打点、26盗塁、さらに76四球（25四球増）を選び初の4割台となる出塁率.407を記録。2年連続でパ・リーグ外野手部門の1位でゴールデングラブ賞も受賞。オフの契約更改にて年俸は1億円の大台に到達し、背番号を同年まで坪井智哉がつけていた7に変更。背番号7について、「坪井さんの付けてた背番号なので相当な重みを感じています。」とコメントしていた。この記事を見た坪井は自身の公式ブログで「涙が出そうになった」とコメントし、『7番似合ってるやん！』と糸井にメールしたことを明かしている。
2011年、打順は稲葉篤紀に代わる3番に昇格。相手投手の攻めも厳しさを増し、リーグトップタイの19の死球を受け、8月には右手小指に死球を受けて骨折しながらも出場を続けた。それでも打率はシーズン中盤までリーグ首位に立ち、最終的に自己最高でリーグ2位の.319を記録、本塁打も11本打ち3年連続の打率3割・2桁本塁打を記録した。出塁率は12球団全選手の中で唯一4割を超え、自身初タイトルとなる最高出塁率を獲得し、「出塁は毎年意識しており、（タイトルを）獲得できて光栄」と喜びを語った。31盗塁も自己最多でチームトップ。守備でも3年連続でゴールデングラブ賞を受賞。2年ぶり2度目のベストナインはリーグ外野手部門の1位で獲得した。12月13日、9000万円増の推定年俸1億9000万円でサインし、野手転向者としては石井琢朗が横浜時代の2005年の推定年俸2億5000万円に次ぐ高額年俸となった。
2012年、相手チームにライト前へヒットを打たれた時に、一塁走者の三塁進塁を抑止するため、首脳陣が当時右翼手を務めていた陽岱鋼と糸井を比較し「センターの守備力は変わらない。ならば（糸井）嘉男の強肩を生かす布陣の方が良い」という考えによりポジションを入れ替える形で右翼手にコンバートされる。オールスターゲームには稲葉篤紀に次ぐ両リーグ2位の得票を集め初めてファン投票で選出され、4年連続の出場を果たした。しかし怪我を抱えてのプレーとなり、前半戦は僅か2本塁打で、5月16日以来8月3日まで本塁打が出ないなど思いがけない不振に見舞われた。8月25日の試合前練習で左脇腹を痛め、翌日に登録抹消。「負けられない戦いの中、怪我をして不甲斐なかった」と、患部が完治していない状態で9月7日に3番右翼でスタメン復帰し、7回に右前打を打って意地を見せた。9月に打率.380、15打点でリーグ2位、出塁率.473、長打率.608はリーグトップの成績を記録し、5本の先制打、1本の勝ち越し打を打ってチームの3年ぶりのリーグ制覇の大きな原動力となり、3年ぶり2度目の月間MVPを獲得。最終的にシーズン成績は打率は4年連続で3割を超える.304（リーグ3位）を記録、出塁率は.404で2年連続で最高出塁率のタイトルを獲得という成績を残し、守備ではゴールデングラブ賞を4年連続で獲得し、2年連続でリーグ外野手部門の1位の得票で2年連続3度目のベストナインを受賞した。ポストシーズンに入っても好調を維持し、クライマックスシリーズファイナルステージ（札幌ドーム）では初戦と第2戦に2試合連続本塁打を打ちチームの日本シリーズ進出に貢献。初のクライマックス・シリーズMVPを受賞した。11月17日、18日に行われた「侍ジャパンマッチ2012「日本代表 VS キューバ代表」」の日本代表に選出され、背番号は1を背負った。第2戦では自身初めての侍JAPANの4番打者に抜擢され4打数2安打を打った。契約交渉では1000万円増の推定年俸2億円の提示を受け、これに保留。球団はこのような評価となった理由を「糸井の成績は上がっているわけではない」とした。2度目の交渉からは代理人を伴ったものの交渉は難航した。

### オリックス時代
2013年1月23日、木佐貫洋・大引啓次・赤田将吾との交換トレードで、八木智哉と共にオリックス・バファローズへ移籍することが発表された。球界に激震が走った大型トレードに、チームメイトの武田勝は「痛手であることは間違いない。僕らも気持ちの整理をつけてキャンプに臨みたい」と語り、日本ハム時代に一緒にトレーニングをする仲だったという元同僚で当時テキサス・レンジャースのダルビッシュ有も「糸井さんトレードとか、ありえん」と自身のTwitterにツイート。日本ハムの栗山英樹監督も「これほど悲しいことはない」と話していた。翌26日にほっともっとフィールド神戸で記者会見した糸井は、「関西出身なので、小さいころからよくテレビで見ていた。優勝目指して頑張りたい」とオリックスでの目標を話した。なお背番号は日本ハム時代と同じ7となった。2月20日に第3回WBC日本代表に選出された。背番号は年上の松井稼頭央が7を背負うため9となる。山本浩二侍ジャパン監督から大会前からキーマンに指名されると、3月2日の1次ラウンドA組開幕戦（対ブラジル、5-3、ヤフオクドーム）では4番打者（右翼手）に起用され、4回にライトへの適時打を打ちチームの勝利に早くも貢献する。3月3日の中国戦（5-2、ヤフオクドーム）では5回の満塁のチャンスでフェンス直撃の中越え3点二塁打を打ち、10日の第2ラウンド・オランダ戦（東京ドーム）では4回に右越え3点本塁打を打つなど日本代表のベスト4入りに貢献する活躍を見せた。大会では全7試合に4番、5番などで出場し、打率.286、1本塁打、7打点、2盗塁、OPS1.024の好記録を残した。

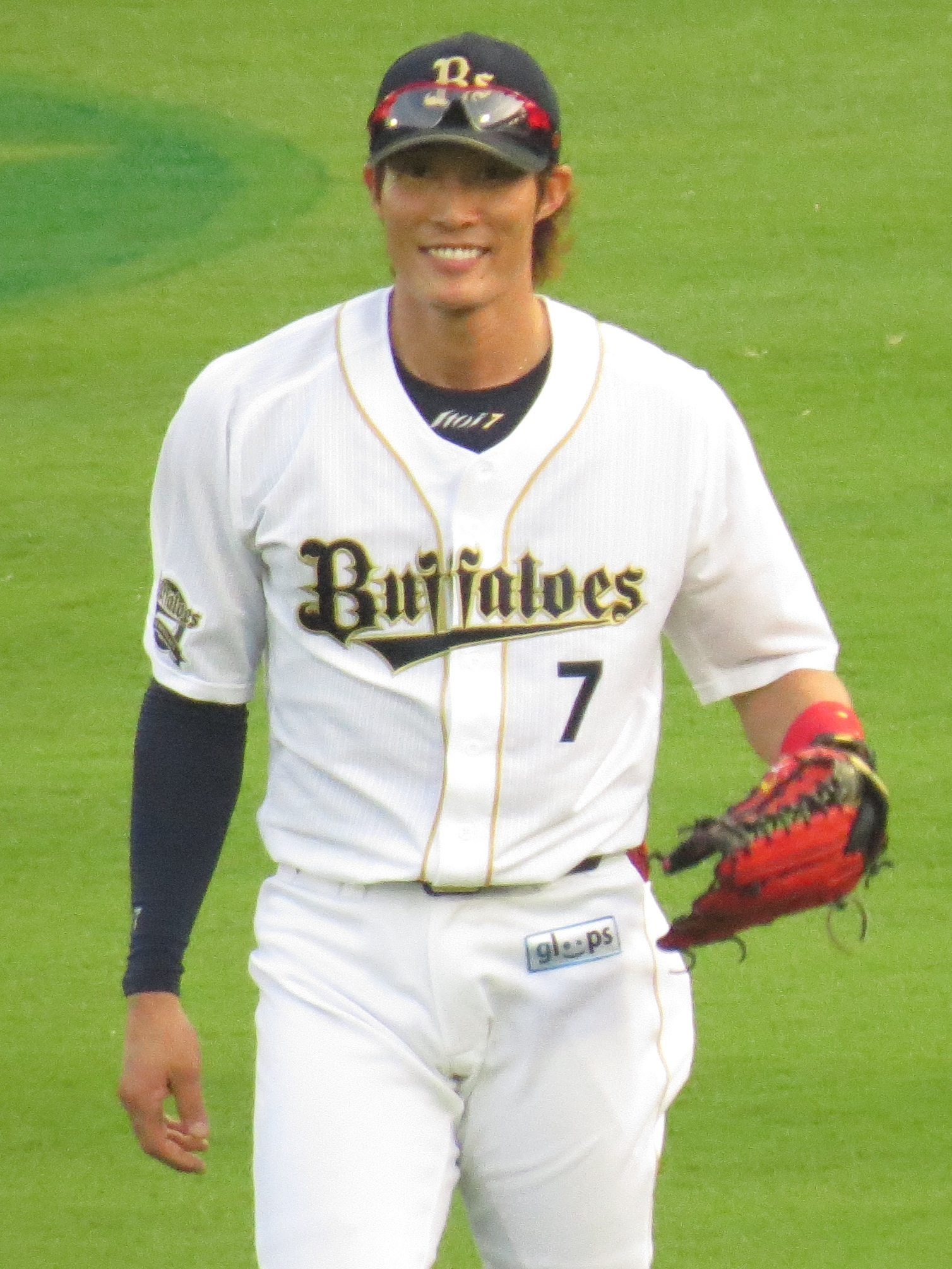
オリックス時代（2013年8月29日、ほっともっとフィールド神戸にて）

シーズンでは安定した調子を維持し、5年連続での打率3割、ゴールデングラブ賞受賞を達成したほか、すべて自己最多の157安打、17本塁打、33盗塁（リーグ3位）を記録。オールスターゲームにはファン投票で唯一の40万票超えとなる約43万票で自身初の両リーグ最多得票となり5年連続で出場。オフの契約更改では自己最高の推定年俸2億5000万円プラス出来高で契約を更改し、その会見の際に「今は将来のことは考えていない。（メジャーへの思いは）でっかい大胸筋の奥に秘めておきます。」と冗談混じりにメジャーリーグ挑戦の思いを一時的に封印すると述べた。
2014年は開幕から好調で、5月10日の日本ハム戦（ほっともっとフィールド神戸）ではディクソンと武田勝の両先発が好投を続け、投手戦となり両者無得点の6回の好機に均衡を破る5号先制3点本塁打を打つ。続く7回にも自身初の2打席連続本塁打となる6号ソロ本塁打を打ちチームの勝利を決定づけた。6月8日の広島東洋カープ戦（MAZDA Zoom-Zoom スタジアム広島）ではプロ初の4番打者を務め、8号決勝2点本塁打を打った。この試合以降4番として出場し、8月14日からは再び3番に戻ったが、多くの試合で4番として出場した。シーズン終盤まで1位であった盗塁は、過去にパ・リーグでシーズン50試合以上で4番打者を務め盗塁王を獲得した選手はいないため、パ・リーグ史上初の「4番で盗塁王」なるかと注目された。7月18日、19日に行われたMAZDAオールスターゲーム2014には、前年を上回る48万7246票で2年連続でファン投票両リーグ最多得票を集め、選手間投票でも両リーグ最多得票で選出され、6年連続での出場を果たした。最終的に自己最高の打率.331で初の首位打者、同じく出塁率.424で2年ぶり3度目の最高出塁率のタイトルを獲得。2年ぶり4度目のベストナインと、6年連続のゴールデングラブ賞にも選出され、史上初の「6年連続打率3割・20盗塁・ゴールデングラブ賞」という快挙を達成した。シーズン終了後の日米野球2014には、日本代表の3番打者として出場した。契約更改では1億円増の推定年俸3億5000万円プラス出来高払いでサインしている。
2015年、オリックスの主将に就任。一軍公式戦では、5月20日に通算1000安打、7月30日に通算100本塁打、9月2日に通算1000試合出場と節目の記録を次々と達成。その一方で、シーズン序盤から満身創痍の状態で出場を続けた結果、7月2日に右肘靱帯や右足首腱の損傷で戦線を離脱した。そのまま前半戦を終えたが、外野手部門のファン投票で3位に選ばれたオールスターゲームには、指名打者として出場した。後半戦から復帰し、7月30日の北海道日本ハムファイターズ戦（わかさスタジアム京都）では、プロ入り後初めての地元・京都での公式戦に出場し凱旋を果たす。その試合では1回裏に8号先制2点本塁打を打つと、5回裏には勝利を決定づける9号3点本塁打を打ち、この本塁打で一軍公式戦通算100号本塁打を達成した。同時に1試合における自己最多打点も記録。試合後のヒーローインタビューでは、「思いが詰まった球場で（通算100本塁打を）達成できて嬉しい。光栄です」と述べた。ここから調子を上げ、8月は打率.293、6本塁打、18打点、出塁率.409、さらに9・10月は打率.330、出塁率.434、12打点と復調したが打率は3割を切り、2008年から続いた前年までの連続3割達成は途切れてしまった。シーズン終了後には、推定年俸2億8000万円（7000万円減）で契約を更改。さらに、PRP療法（自身から採取した血小板で左膝組織の修復や再生を図る自己多血小板血漿療法）を受けることで、左膝の回復を図った。
2016年は開幕戦から10試合連続安打を記録。4月13日の北海道日本ハムファイターズ戦（京セラドーム大阪）では、5回裏の打席で自身およびチームのシーズン初本塁打を打ち、前日にチームが至った2リーグ制導入後のワーストの開幕13試合連続本塁打無しという記録も止まった。翌日の同カードでは、2試合連続本塁打（ソロ本塁打）でチーム唯一の得点を挙げ、チームにシーズン初の連勝をもたらした。オールスターゲームにも、前年に続いてパ・リーグ外野手部門のファン投票で3位に入り、8年連続で出場した。8年連続の出場は、この年の出場選手で最も長い。8月13日の対埼玉西武ライオンズ戦（西武ドーム）第1打席で、一軍公式戦4000打数（NPBにおける通算打率の規定打数）に到達。9月15日の北海道日本ハムファイターズ戦で1回表にルイス・メンドーサから初球で13号先頭打者本塁打を打ったことを皮切りに、公式戦では自身初の3打数連続本塁打を記録。「同一選手による1回表の先頭打者初球本塁打を含む1試合3本塁打」というNPB史上初の快挙も達成した。さらに、次のカードの9月17日・18日の福岡ソフトバンクホークス戦（福岡 ヤフオク!ドーム）でも本塁打を打ち、自身初の3試合連続本塁打を記録。走塁面では、5月8日の千葉ロッテマリーンズ戦（QVCマリンフィールド）で、一軍公式戦通算200盗塁を記録。35歳の誕生日を迎えた7月31日の対埼玉西武ライオンズ戦（京セラドーム大阪）でシーズン自己最多の34盗塁を記録すると、8月下旬からは1番打者に起用された。9月6日の福岡ソフトバンクホークス戦（福岡 ヤフオク!ドーム）の7回表に二盗を成功させたことによって、シーズン50盗塁に到達。シーズン終盤には、猛烈な勢いで盗塁数を増やしてきた金子侑司（埼玉西武ライオンズ）との間で、熾烈な盗塁王争いを展開。最終的に53盗塁を記録し金子と分け合う形で自身初の盗塁王を獲得した。シーズン終了時35歳2か月での盗塁王獲得は当時の史上最年長記録であった（2021年に荻野貴司が36歳0か月で達成するまで）。また、「34歳で開幕を迎えたシーズンの盗塁王獲得」という日本プロ野球史上4人目の快挙を成し遂げた。シーズン終了後にはゴールデングラブ賞（いずれもパ・リーグ外野手部門）を受賞。ゴールデングラブ賞への選出は通算7度目で、セ・パ両リーグの現役選手としては最も多い。

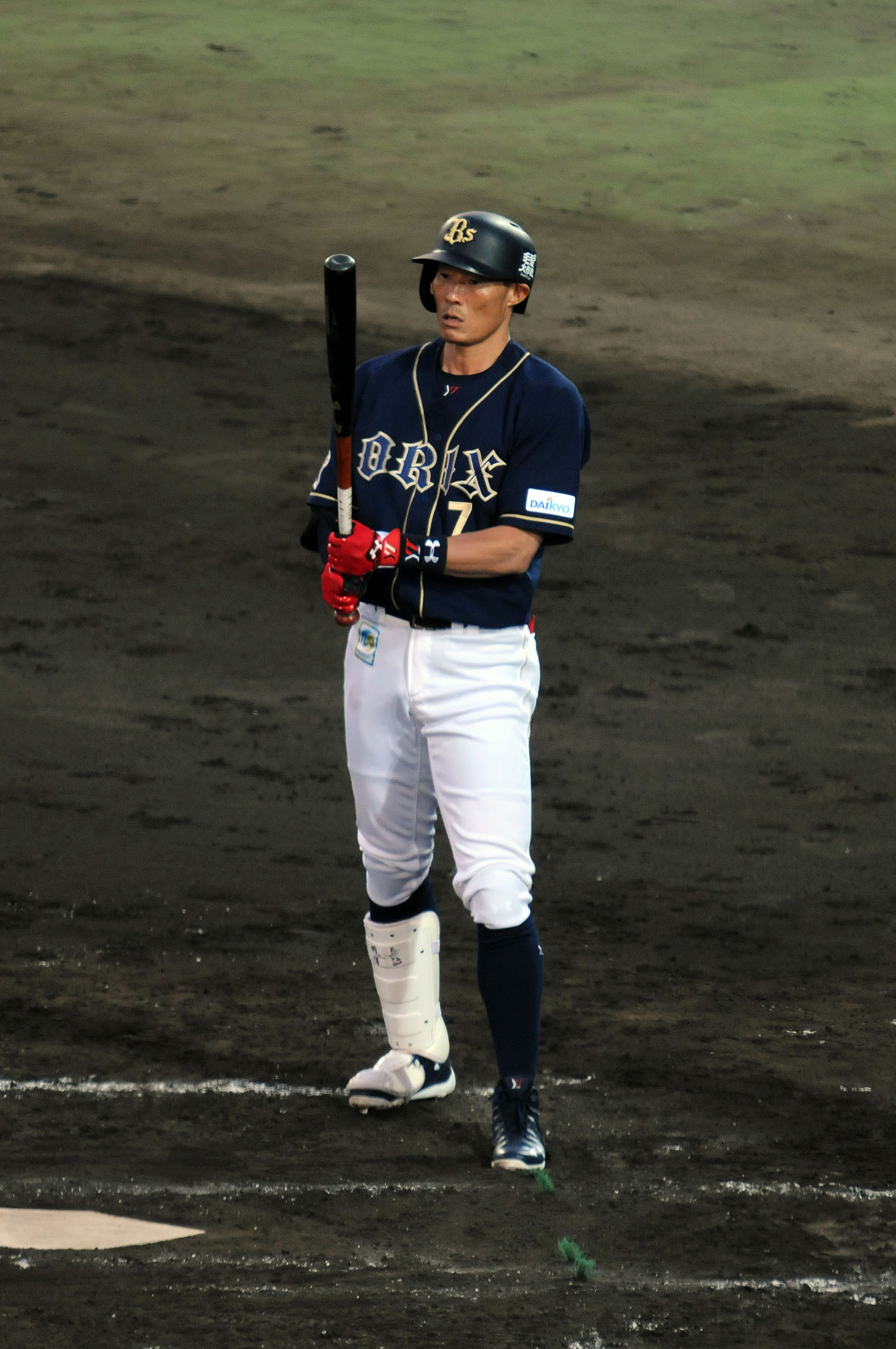
オリックス時代（2016年5月17日、こまちスタジアムにて）

3月28日に取得していた国内FA権を11月7日に行使することを表明。11月10日付で、NPBからフリーエージェント宣言選手として公示された。既にシーズン中から読売ジャイアンツや阪神タイガースなどの他球団が、糸井の獲得に興味を示していることを示唆する報道が相次いでおり、その一方で、オリックスも推定年俸総額18億円規模の4年契約を提示するなど慰留につとめていた。

### 阪神時代
2016年11月21日に、阪神タイガースが契約合意を正式発表。契約期間は4年で、年俸総額は推定18億円以上（推定）。背番号は前年まで西岡剛が使用した7を譲り受け、西岡は背番号5に変更となった。
2017年、金本知憲監督から早々に正中堅手の座を確約されていたが、1月の自主トレーニング中に右膝の関節炎が再発。春季キャンプでは一軍の「沖縄組」へ参加したものの、本隊と別のメニューによる調整で患部のリハビリを優先させた。3月15日のオリックス戦で復帰した。3月31日のシーズン開幕戦である対広島東洋カープ戦（MAZDA Zoom-Zoom スタジアム広島）に「3番中堅手」として移籍後公式戦初出場を果たし、四球を選んだあとの3回無死一・二塁の第2打席で左中間越えの2点適時二塁打を打った。4回一死二塁でもダメ押しの右翼線適時打、7回にも左前打を打ち、3安打猛打賞と活躍し、移籍初戦でヒーローインタビューを受けた。4月5日、対東京ヤクルトスワローズ戦で阪神移籍後初の本塁打を放つ。ちなみにこの本塁打は前日に乱闘騒ぎがあり、これにより監督の金本が鬼の形相をしていたことから「絶対に勝たないといけないと思ったのが理由で本塁打を放つようにした」と後に述べている。7月17日の対広島東洋カープ戦（阪神甲子園球場）、5回裏で出場した打席で、チェンジアップを空振りした際に右の脇腹を痛め、途中交代した。翌日、右脇腹の筋挫傷であることが判明し、登録抹消を余儀なくされた。8月17日に一軍に復帰。8月30日の東京ヤクルトスワローズ戦（阪神甲子園球場）では、10回裏二死で迎えた第4打席で、プロ入り後初となる値千金のサヨナラソロ本塁打を右翼席へ打った。そのままシーズン最終戦及びクライマックスシリーズまで全試合に出場。一軍復帰した8月17日時点の打率は.267だったが、9月16日まで打率.297まで上昇。自身8度目の3割へ射程圏内にいた。最終的に打率.290でシーズンを終え、初めて規定打席に到達した2009年以降、自身2度目となる3割を切る数字となったが、リーグ打撃10傑入りは果たした。また出塁率はリーグ7位の.381を記録。レギュラーに定着以降最少の114試合の出場ながら、自己2位の17本塁打、同5位の62打点やリーグ4位タイの21盗塁を記録した。12月14日、チーム大トリとなる契約更改を行い、1億2000万円増で自己最高の推定年俸4億円プラス出来高という内容で4年契約2年目となる翌年の契約を更改した。
2018年、開幕スタメンを勝ち取り3月30日の読売ジャイアンツ戦（東京ドーム）で「3番・右翼手」として出場した。5月25日の巨人戦（甲子園）で、プロ通算150本塁打を菅野智之から打った。またその3連戦の最終戦となる27日からは、4番打者として期待されたウィリン・ロサリオの不振を背景に阪神移籍後初の「4番・右翼手」として先発し、6月2日の対埼玉西武ライオンズ戦（メットライフドーム）では、野田昇吾から逆転満塁弾を打つなど阪神タイガース打線を引っ張り、オールスターゲームの選手間投票で選出されるも、6月30日の東京ヤクルトスワローズ戦（明治神宮野球場）の8回、ヤクルトの風張蓮から死球が原因で、右足腓骨を骨折した。それでもオールスターに出場し、7月21日の横浜DeNAベイスターズ戦（横浜スタジアム）で戦線復帰し、9月21日の対広島東洋カープ戦（MAZDA Zoom-Zoom スタジアム広島）で野村祐輔からプロ通算1500安打を記録したが、8回裏一死二塁で打席に入った代打新井貴浩の打球を、ダイビングキャッチを試みた際に左肩腱板部分を損傷し、29日に登録を抹消され、シーズンを終えた。そのため119試合の出場に留まるも、打率は2年ぶり自身8度目の3割を超え、出塁率は.420（キャリア2位）、OPSは.900（同3位）を記録した。阪神の選手がOPS.900以上を記録したのは、2010年のブラゼル以来である。
2019年、3月29日の対東京ヤクルトスワローズ戦（京セラドーム大阪）で「3番・右翼手」として開幕スタメン入りを果たしたが、8月9日の対広島東洋カープ戦（京セラドーム大阪）で二盗を試みて滑り込んだ際に左足を負傷。「左足首の関節炎」と診断され、翌8月10日に登録を抹消された。そのため103試合の出場に留まり、本塁打、打点共に規定打席到達以降ではワーストとなったが、打率は.314（リーグ3位）、出塁率は.403（同2位）を記録した。
2020年は古傷の右膝に悩まされ打撃不振に陥っていたが、9月の月間打率は.352、10月は.290と徐々に復調した。移籍後最少の86試合の出場に終わり、オフには2億1500万円減となる推定年俸1億8500万円でサインした。
2021年、3月26日の東京ヤクルトスワローズ戦（明治神宮野球場）で開幕スタメンを逃した。これにより2008年から3球団にまたがり続いていた開幕スタメン連続記録は13年でストップした。9月11日の広島戦（MAZDA Zoom-Zoom スタジアム広島）で約1年半ぶりとなる盗塁を記録し、通算300盗塁を達成した。ただし、勝負強さは目立ったものの、主に代打としての起用であり、シーズン通算では77試合の出場、打率.208、3本塁打、18打点にとどまる。オフに、1億円減となる推定年俸8500万円＋出来高払いで契約を更改した。
2022年、オープン戦で結果を残し、6番レフトで2年ぶりの開幕スタメンで出場した3月25日の対東京ヤクルトスワローズ戦（明治神宮野球場）でチーム初本塁打を放つ。5月13日、前日にぎっくり腰になっていたことを明かす。その後、一軍復帰するも、8月に新型コロナウイルスに感染し、登録を抹消された。9月12日、現役引退を発表した。9月15日、YouTubeのチャンネルを開設したことを発表。9月21日の対広島東洋カープ戦（阪神甲子園球場）が引退試合となり、自身は5回裏に代打で登場。森下暢仁から最終打席で安打を放ち、有終の美を飾った。

### 現役引退後
2023年からは毎日放送・北海道テレビの野球解説者、デイリースポーツの野球評論家を務める。
ドラマ『さよならマエストロ〜父と私のアパッシオナート〜』第8話に野球の審判役でゲスト出演している。

## 選手としての特徴
プロ入り後に投手から野手へのコンバートに成功した選手として知られ、日本を代表する5ツールプレイヤーであり、2009年から2014年にかけて史上初の「6年連続打率3割・20盗塁・ゴールデングラブ賞受賞」を達成している。
しかし、2015年は膝の故障によりその全てが途絶え（本塁打は17本を記録）、レギュラー定着後最低のシーズンとなったが、オフに左膝の改善を図り、自身から採取した血小板を使って組織の修復や再生を図るPRP注射と呼ばれる治療を受けた。すると翌2016年には再び打率.306と53盗塁（盗塁王を受賞）を記録し、ゴールデングラブ賞を受賞。また17本塁打・70打点（共にキャリア2位）を記録。復活を果たし、年を重ねるごとに進化している。

### 打撃
死球が非常に多い上に8打席に1つ近い割合で四球を選ぶ優れた選球眼を持ち、カウントに応じて打球方向を変える器用さも併せ持つ。
シーズン20本塁打を記録したことは一度もないが、芯でボールを捉えた際の打球速度と飛距離は日本人離れしており、広い札幌ドームでも左方向へ本塁打を打てる技術を持つ。2022年に当時40歳だった糸井を指導した藤井康雄は「あの飛距離を見ていたら30発は打てる」と評価していた。打者転向当初の2008年から2010年までは左投手に対して打率.278と苦手にしていたが、2011年からは対左通算打率.304と克服した。
打率と出塁率では、前述のように2016年シーズン中にNPBの通算成績規定を満たした。通算打率.2965は史上32位（2022年終了時点）。

### 守備
一塁到達まで基本的に4秒を切り、バントヒットで一塁到達3.54秒を計測したこともある脚力を生かした広い守備範囲と、遠投120メートルの強肩と制球力を持つ。投手として最速151km/hを記録した。大学時代に50m走5秒76を記録した。
中堅守備では後方の打球に強く、2010年にはUZR0.9を記録。2012年には、右翼守備でUZR25.9を記録。一方で自ら「内野手みたい」と語るなどのポカも多く、2010年から3年連続で外野手リーグ最多失策を記録。2013年には失策数を1に留め、外野手としてリーグ4位の守備率.995を記録したが、UZRは右翼守備でマイナスを記録した（-10.2）。

### 走塁
牽制でベースに戻ることひとつ取っても、研ぎ澄まされたセンスと能力を持ち併せており、盗塁の失敗率が低い。また、スタートを判断する嗅覚も優れている。2015年は膝の故障の影響で11盗塁と数字が減少したが、この年のオフに上述のPRP注射を受けたことに加えて膝に負担のかからない走り方をマスターしたことで、2016年9月6日に50盗塁に到達。NPBで35歳以上の選手が50盗塁以上を記録した前例は、1983年に福本豊が35歳11か月で54盗塁したのみで、糸井は33年ぶり史上2人目の快挙を成し遂げた。福本、大石大二郎の34歳11か月を上回る35歳2か月での受賞で、史上最年長盗塁王となった。その背景には、その年に就任したヘッドコーチの西村徳文と打撃コーチの高橋慶彦から「もっと走れる」と言われ上限を定めずに走るようになった影響がある。

## 人物
愛称は「超人」、「ヨッピ」など。非常に天然でプロ4年目のヒーローインタビューで、インタビュアーに、「うちゅうかん（右中間）ってなんですか？」と聞いてしまうほど。ただ、高校時代の監督である市田匡史は後述の主将在任時の低迷を例に「天然ボケな行動をしますけど、ああ見えて繊細やからね」と評していた。プロ入り後も、日本地図をテレビの天気予報の表示そのままに覚えていたため「沖縄は鳥取の上にある」と思い込み、ある時沖縄キャンプに向かう羽田空港で「なんで鳥取のちょっと先にある沖縄まで3時間もかかるんだ」と怒っていたことを岩本勉に暴露されている。
父はトライアスロンの元選手で、母はバレーボールの元国体選手。母方の祖父は京都府立峰山高等学校の高校体育教師で、教え子に野村克也がいる。
高校時代のある時、通っていたスポーツジムから帰る際に電車の中で寝過ごして自宅から電車で2時間かかる京都駅まで乗り越してしまい、結局母親に迎えに来てもらい翌日の練習を休まざるを得なくなった。当時宮津高校で監督を務めていた市田匡史はこれを高校時代の糸井に関する一番の笑い話としている。
オリックス移籍後の2015年には、当時の森脇浩司一軍監督からの任命を受けて、野球人生で自身初の主将に就任した。しかし、チームは優勝候補と目されながら、森脇がシーズン途中で休養（後に監督を辞任）するなど低迷。糸井自身も、「（前年の好成績から）長打を増やすことを意識し過ぎたことに加えて、主将の肩書がプレッシャーになった」と述懐するなど、開幕から極度の打撃不振に見舞われた。2016年には、前年途中から一軍監督代行を務めていた福良淳一新監督の方針で主将を置いていないが、糸井は「（2015年限りで）主将をクビになった」と受け止めていた。
日本ハム時代から打席に入る際の登場曲としてSMAPの『SHAKE』を使用。オリックス時代には、本拠地の京セラドーム大阪やほっともっとフィールド神戸では、「二人ならヤレルヤ～♪」というサビの部分の歌詞を「糸井ならヤレルヤ～♪」に変えたうえで、同球団のファンがサビを合唱することが恒例になっていた。そのSMAPは2016年末で解散し、同時期に糸井自身も阪神への移籍と共に転機を迎えたが、糸井は移籍後も「SHAKE」を登場曲に使い続けている。「糸井ならヤレルヤ～♪」のコールも阪神ファンに受け継がれている。
2021年に行われた北海道日本ハムファイターズによるファン投票の結果、「FIGHTERS LEGENDS BEST NINE」の一人に選ばれた。
オリックスから阪神への移籍については、移籍が決定した際に、「毎日悩みに悩んできた。」「今までどんなときも温かく声援くださったオリックスファンの皆さんには感謝の気持ちでいっぱい。その想いも踏まえた上でやはり今回の決断に至った中には、野球人として成長するために自分の中で変化というものが必要ではないかと考え、自分を奮い立たせて新しい環境でチャレンジすることにより更に成長出来るのではないかという強い思いと、そして何より金本監督の熱意に心を打たれたことがあった」と述べている。移籍が正式に発表される直前（2016年11月23日）には、退団が決定していたにもかかわらず、オリックスのファン感謝イベントに出席。大声援で迎えられ、「（自分の名前の入った）旗を振っていてくれたり、タオルを掲げてくれていたので何か出来ることあるかな思っていた」と自身のバットに「ありがとう」と記してファンに手渡しし、最後はハイタッチして回るなど4年間を過ごした「どんなときも応援してもらえてありがたい。最後にみんなに会えてよかった」というファンに感謝の気持ちを示した。同年11月25日に開かれた阪神への入団会見には、およそ200人もの報道陣が集結。糸井は、12台のテレビカメラを前に、阪神タイガースのイメージを「記者が多いなと。熱狂的なファンとマスコミのイメージが大半ですね」と表現した。また、「チームがトップに立つために、金本監督を胴上げするために一つでもチームに貢献したいなと思います」と語っている。さらに、翌26日にゲストで出演した関西ローカルの情報番組『せやねん!』（毎日放送）では、2017年の公約として「お立ち台（公式戦でのヒーローインタビュー）7回」を挙げた。
2017年から阪神タイガースで2年間チームメイトになった西岡剛とは、自身と同じパ・リーグの球団出身である縁で、阪神タイガースへの移籍前から親交がある。糸井の阪神タイガース移籍に際しては、西岡が同球団で2016年まで付けていた背番号7を糸井に譲渡する意向を示したうえで、背番号を5に変更した。西岡も千葉ロッテマリーンズに入団した2003年から延べ12年間にわたって背番号7を着用していたが、糸井が阪神でも7番の着用を希望していることを知ったため、「糸井さんは自分より実績がある」という理由で背番号を譲ることを決意。糸井の移籍交渉中には、糸井本人に連絡したうえで、「背番号を7番にするなら、気分よく（阪神に）来て下さい」とのメッセージを伝えたという。
オリックス在籍時に、元々の視力が1.2あるにもかかわらずレーシック手術を受けた。そのおかげでドーム上段のスポンサーの看板の文字がよく見えるようになったという。視力は2.0に落ち着いている。
ベンチプレスで150kgを記録するなど怪力の選手で知られていたが、プロ入り当初から筋肉質であったわけではなく、大学時代は寧ろ細身であった。野手に転向した際にバットが重く感じたのがウエイトトレーニングに没頭した理由である。ウエイトトレーニング開始1か月で元のスーツが合わなくなるほど筋肉の増量に成功し、これに気を良くしてウエイトトレーニングに没頭。本人曰く「野球とはかけ離れた（ウエイトトレーニングを行っていた）時期もあります」「（自分のようなウエイトトレーニングは）おススメはしません」とのこと。

## 詳細情報

### 年度別打撃成績
| 年 度      | 球 団      | 試 合 | 打 席 | 打 数 | 得 点 | 安 打 | 二 塁 打 | 三 塁 打 | 本 塁 打 | 塁 打 | 打 点 | 盗 塁 | 盗 塁 死 | 犠 打 | 犠 飛 | 四 球 | 敬 遠 | 死 球 | 三 振 | 併 殺 打 | 打 率 | 出 塁 率 | 長 打 率 | O P S |
| ---------- | ---------- | ----- | ----- | ----- | ----- | ----- | -------- | -------- | -------- | ----- | ----- | ----- | -------- | ----- | ----- | ----- | ----- | ----- | ----- | -------- | ----- | -------- | -------- | ----- |
| 2007       | 日本ハム   | 7     | 11    | 11    | 1     | 1     | 0        | 0        | 0        | 1     | 0     | 1     | 0        | 0     | 0     | 0     | 0     | 0     | 1     | 0        | .091  | .091     | .091     | .182  |
| 2008       | 日本ハム   | 63    | 205   | 188   | 19    | 45    | 14       | 1        | 5        | 76    | 21    | 13    | 3        | 5     | 0     | 10    | 1     | 2     | 53    | 6        | .239  | .285     | .404     | .689  |
| 2009       | 日本ハム   | 131   | 496   | 425   | 74    | 130   | 40       | 3        | 15       | 221   | 58    | 24    | 6        | 18    | 1     | 46    | 8     | 6     | 93    | 6        | .306  | .381     | .520     | .901  |
| 2010       | 日本ハム   | 138   | 583   | 488   | 86    | 151   | 33       | 3        | 15       | 235   | 64    | 26    | 8        | 13    | 1     | 71    | 2     | 10    | 94    | 7        | .309  | .407     | .482     | .889  |
| 2011       | 日本ハム   | 137   | 578   | 489   | 72    | 156   | 30       | 0        | 11       | 219   | 54    | 31    | 6        | 9     | 2     | 59    | 2     | 19    | 91    | 5        | .319  | .411     | .448     | .859  |
| 2012       | 日本ハム   | 134   | 597   | 510   | 72    | 155   | 21       | 3        | 9        | 209   | 48    | 22    | 9        | 0     | 1     | 75    | 2     | 11    | 86    | 9        | .304  | .404     | .410     | .813  |
| 2013       | オリックス | 141   | 601   | 524   | 75    | 157   | 33       | 2        | 17       | 245   | 61    | 33    | 9        | 0     | 3     | 66    | 1     | 8     | 93    | 6        | .300  | .384     | .468     | .852  |
| 2014       | オリックス | 140   | 590   | 502   | 73    | 166   | 36       | 2        | 19       | 263   | 81    | 31    | 9        | 0     | 4     | 70    | 7     | 14    | 73    | 7        | .331  | .424     | .524     | .948  |
| 2015       | オリックス | 132   | 565   | 484   | 61    | 127   | 22       | 0        | 17       | 200   | 68    | 11    | 4        | 0     | 1     | 72    | 2     | 8     | 78    | 10       | .262  | .366     | .413     | .779  |
| 2016       | オリックス | 143   | 616   | 532   | 79    | 163   | 24       | 1        | 17       | 240   | 70    | 53    | 17       | 0     | 2     | 75    | 5     | 7     | 84    | 13       | .306  | .398     | .451     | .849  |
| 2017       | 阪神       | 114   | 493   | 427   | 60    | 124   | 16       | 0        | 17       | 191   | 62    | 21    | 6        | 0     | 2     | 59    | 0     | 5     | 62    | 12       | .290  | .381     | .447     | .828  |
| 2018       | 阪神       | 119   | 509   | 419   | 60    | 129   | 24       | 0        | 16       | 201   | 68    | 22    | 3        | 0     | 5     | 77    | 4     | 8     | 63    | 9        | .308  | .420     | .480     | .900  |
| 2019       | 阪神       | 103   | 444   | 382   | 45    | 120   | 22       | 1        | 5        | 159   | 42    | 9     | 5        | 0     | 3     | 52    | 7     | 7     | 63    | 10       | .314  | .403     | .416     | .819  |
| 2020       | 阪神       | 86    | 311   | 269   | 25    | 72    | 16       | 1        | 2        | 96    | 28    | 2     | 1        | 0     | 1     | 38    | 0     | 3     | 50    | 5        | .268  | .363     | .357     | .720  |
| 2021       | 阪神       | 77    | 119   | 106   | 8     | 22    | 5        | 0        | 3        | 36    | 18    | 1     | 0        | 0     | 3     | 9     | 0     | 1     | 37    | 4        | .208  | .269     | .340     | .609  |
| 2022       | 阪神       | 62    | 182   | 163   | 12    | 37    | 3        | 0        | 3        | 49    | 22    | 0     | 0        | 0     | 1     | 16    | 2     | 2     | 29    | 3        | .227  | .302     | .301     | .603  |
| 通算：16年 | 通算：16年 | 1727  | 6900  | 5919  | 822   | 1755  | 339      | 17       | 171      | 2641  | 765   | 300   | 86       | 45    | 30    | 795   | 43    | 111   | 1050  | 112      | .297  | .388     | .446     | .834  |

- 各年度の太字はリーグ最高

### 年度別打撃成績所属リーグ内順位
| 年 度 | 年 齢 | リ ｜ グ   | 打 率 | 安 打 | 二 塁 打 | 三 塁 打 | 本 塁 打 | 打 点 | 盗 塁 | 出 塁 率 | 長 打 率 | O P S |
| ----- | ----- | ---------- | ----- | ----- | -------- | -------- | -------- | ----- | ----- | -------- | -------- | ----- |
| 2007  | 26    | パ・リーグ | -     | -     | -        | -        | -        | -     | -     | -        | -        | -     |
| 2008  | 27    | パ・リーグ | -     | -     | -        | -        | -        | -     | -     | -        | -        | -     |
| 2009  | 28    | パ・リーグ | 7位   | -     | 1位      | -        | -        | -     | 7位   | 6位      | 4位      | 3位   |
| 2010  | 29    | パ・リーグ | -     | -     | 6位      | 10位     | -        | -     | 5位   | 5位      | 6位      | 7位   |
| 2011  | 30    | パ・リーグ | 2位   | -     | -        | -        | -        | -     | 5位   | 1位      | 4位      | 2位   |
| 2012  | 31    | パ・リーグ | 3位   | 2位   | -        | -        | -        | -     | 6位   | 1位      | 8位      | 4位   |
| 2013  | 32    | パ・リーグ | 10位  | 9位   | 2位      | -        | -        | -     | 3位   | 9位      | 9位      | 9位   |
| 2014  | 33    | パ・リーグ | 1位   | 3位   | 1位      | -        | 8位      | 5位   | 3位   | 1位      | 3位      | 3位   |
| 2015  | 34    | パ・リーグ | -     | -     | -        | -        | 9位      | -     | -     | 10位     | -        | -     |
| 2016  | 35    | パ・リーグ | 4位   | 5位   | -        | -        | -        | -     | 1位   | 5位      | 10位     | 4位   |
| 2017  | 36    | セ・リーグ | 10位  | -     | -        | -        | -        | -     | 4位   | 7位      | 9位      | 9位   |
| 2018  | 37    | セ・リーグ | -     | -     | -        | -        | -        | -     | 3位   | 5位      | -        | 10位  |
| 2019  | 38    | セ・リーグ | 3位   | -     | -        | -        | -        | -     | -     | 2位      | -        | -     |
| 2020  | 39    | セ・リーグ | -     | -     | -        | -        | -        | -     | -     | -        | -        | -     |
| 2021  | 40    | セ・リーグ | -     | -     | -        | -        | -        | -     | -     | -        | -        | -     |
| 2022  | 41    | セ・リーグ | -     | -     | -        | -        | -        | -     | -     | -        | -        | -     |

- 太字年は規定打席到達年
- -は10位未満（打率、出塁率、長打率、OPSは規定打席未到達の場合も-と表記）

### WBCでの打撃成績
| 年 度 | 代 表 | 試 合 | 打 席 | 打 数 | 得 点 | 安 打 | 二 塁 打 | 三 塁 打 | 本 塁 打 | 塁 打 | 打 点 | 盗 塁 | 盗 塁 死 | 犠 打 | 犠 飛 | 四 球 | 敬 遠 | 死 球 | 三 振 | 併 殺 打 | 打 率 | 出 塁 率 | 長 打 率 | O P S |
| ----- | ----- | ----- | ----- | ----- | ----- | ----- | -------- | -------- | -------- | ----- | ----- | ----- | -------- | ----- | ----- | ----- | ----- | ----- | ----- | -------- | ----- | -------- | -------- | ----- |
| 2013  | 日本  | 7     | 31    | 21    | 4     | 6     | 2        | 0        | 1        | 11    | 7     | 2     | 0        | 1     | 0     | 6     | 0     | 3     | 2     | 0        | .286  | .500     | .524     | 1.024 |

### 年度別守備成績
| 年 度 | 球 団      | 外野  | 外野  | 外野  | 外野  | 外野  | 外野     |
| 年 度 | 球 団      | 試 合 | 刺 殺 | 補 殺 | 失 策 | 併 殺 | 守 備 率 |
| ----- | ---------- | ----- | ----- | ----- | ----- | ----- | -------- |
| 2007  | 日本ハム   | 3     | 0     | 0     | 0     | 0     | .000     |
| 2008  | 日本ハム   | 61    | 112   | 4     | 2     | 1     | .983     |
| 2009  | 日本ハム   | 125   | 234   | 7     | 2     | 2     | .992     |
| 2010  | 日本ハム   | 138   | 302   | 4     | 5     | 0     | .984     |
| 2011  | 日本ハム   | 136   | 286   | 9     | 7     | 1     | .977     |
| 2012  | 日本ハム   | 131   | 266   | 8     | 5     | 0     | .982     |
| 2013  | オリックス | 125   | 194   | 5     | 1     | 1     | .995     |
| 2014  | オリックス | 139   | 223   | 5     | 3     | 3     | .987     |
| 2015  | オリックス | 88    | 119   | 3     | 0     | 0     | 1.000    |
| 2016  | オリックス | 118   | 174   | 4     | 6     | 0     | .967     |
| 2017  | 阪神       | 105   | 134   | 2     | 4     | 0     | .971     |
| 2018  | 阪神       | 117   | 165   | 4     | 3     | 1     | .983     |
| 2019  | 阪神       | 96    | 130   | 0     | 2     | 0     | .985     |
| 2020  | 阪神       | 75    | 68    | 1     | 2     | 0     | .972     |
| 2021  | 阪神       | 16    | 18    | 0     | 0     | 0     | 1.000    |
| 2022  | 阪神       | 38    | 42    | 0     | 1     | 0     | .977     |
| 通算  | 通算       | 1781  | 2467  | 56    | 43    | 9     | .983     |

- 太字年はゴールデングラブ賞受賞年

### タイトル
- 首位打者：1回（2014年）
- 盗塁王：1回（2016年）
- 最高出塁率：3回（2011年、2012年、2014年）

### 表彰
- ベストナイン：5回（外野手部門：2009年、2011年、2012年、2014年、2016年）
- ゴールデングラブ賞：7回（外野手部門：2009年 - 2014年、2016年）
- 月間MVP：3回（野手部門：2009年6月、2012年9月、2019年6月）
- クライマックス・シリーズMVP：1回（2012年）
- オールスターゲーム敢闘選手賞：1回（2013年第1戦）
- 関西スポーツ賞 功労賞（2022年[172]）

### 記録
初記録
- 初出場・初先発出場：2007年3月27日、対オリックス・バファローズ1回戦（京セラドーム大阪）、8番・左翼手で先発出場
- 初打席：同上、3回表にトム・デイビーから遊飛
- 初安打：2007年9月10日、対千葉ロッテマリーンズ19回戦（千葉マリンスタジアム）、5回表に高木晃次から右前安打
- 初盗塁：同上、5回表に二盗（投手：高木晃次、捕手：里崎智也）
- 初打点：2008年3月25日、対埼玉西武ライオンズ1回戦（札幌ドーム）、1回裏に西口文也から遊撃適時内野安打
- 初本塁打：2008年6月27日、対オリックス・バファローズ7回戦（京セラドーム大阪）、3回表にラモン・オルティズから中越ソロ

節目の記録
- 1000安打：2015年5月20日、対福岡ソフトバンクホークス11回戦（福岡 ヤフオク!ドーム）、1回表に中田賢一から左前安打 ※史上279人目[68]
- 100本塁打：2015年7月30日、対北海道日本ハムファイターズ16回戦（わかさスタジアム京都）、5回裏に屋宜照悟から左越3ラン ※史上275人目
- 1000試合出場：2015年9月2日、対東北楽天ゴールデンイーグルス21回戦（楽天Koboスタジアム宮城）、3番・右翼手で先発出場 ※史上473人目[69]
- 200盗塁：2016年5月8日、対千葉ロッテマリーンズ8回戦（QVCマリンフィールド）、1回表に本盗（投手：大嶺祐太、捕手：田村龍弘） ※史上73人目、一塁走者・T-岡田と重盗[85]
- 250盗塁：2017年5月28日、対横浜DeNAベイスターズ9回戦（阪神甲子園球場）、1回表に二盗（投手：今永昇太、捕手：戸柱恭孝） ※史上45人目[173]
- 150本塁打：2018年5月25日、対読売ジャイアンツ10回戦（阪神甲子園球場）、5回裏に菅野智之から右越ソロ ※史上167人目[174]
- 1500安打：2018年9月21日、対広島東洋カープ22回戦（MAZDA Zoom-Zoom スタジアム広島）、2回表に野村祐輔から右前安打 ※史上124人目[175]
- 300二塁打：2019年4月28日、対中日ドラゴンズ5回戦（ナゴヤドーム）、1回表に柳裕也から中越二塁打 ※史上71人目[176]
- 100死球：2019年6月2日、対広島東洋カープ12回戦（MAZDA Zoom-Zoom スタジアム広島）、1回表にアドゥワ誠から ※史上21人目[177]
- 1500試合出場：2019年8月7日、対東京ヤクルトスワローズ16回戦（明治神宮野球場）、3番・右翼手で先発出場 ※史上195人目[178]
- 1000三振：2021年6月13日、対東北楽天ゴールデンイーグルス3回戦（楽天生命パーク宮城）、9回表に松井裕樹から空振り三振 ※史上72人目
- 300盗塁：2021年9月11日、対広島東洋カープ18回戦（MAZDA Zoom-Zoom スタジアム広島）、8回表に二盗（投手：ケムナ誠、捕手：會澤翼） ※史上31人目[179]

年齢に関する記録
- 35歳以上の選手のシーズン50盗塁：2016年（35歳、53盗塁）※史上2人目[89][154]
- 35歳での盗塁王：2016年 ※当時最年長、2021年に荻野貴司が更新[180]
- 37歳以上の選手のシーズン20盗塁：2018年（37歳、22盗塁）※史上6人目、セ・リーグ史上3人目、1986年の福本豊（39歳、23盗塁）以来32年ぶり[181]
- 37歳以上で20盗塁を記録した選手の盗塁成功率：2018年（37歳、.880）※史上最高[181]

連続記録
- 6年連続打率3割・20盗塁・ゴールデングラブ賞：2009年 - 2014年 ※史上単独1位[10]
- 6年連続打率3割・20盗塁：2009年 - 2014年 ※史上1位タイ（松井稼頭央と並ぶ）
- 6年連続打率3割・ゴールデングラブ賞：2009年 - 2014年 ※史上2位（イチローの7年連続に次ぐ）
- 6年連続打率3割：2009年 - 2014年 ※史上8位タイ

オールスターゲームの記録
- 出場：10回（2009年 - 2018年）
- ファン投票選出：6回（2012年 - 2017年）
- ファン投票両リーグ最多得票：2回（2013年、2014年）
- 選手間投票選出：8回（2010年 - 2014年、2016年- 2018年）
- 選手間投票両リーグ最多得票：1回（2014年）
- 監督推薦選出：1回（2009年）

その他の記録
- 1試合4二塁打：2010年6月15日、対東京ヤクルトスワローズ4回戦（明治神宮野球場） ※最多タイ記録・史上10人目（4打席連続は史上6人目）
- 全球団から本塁打：2013年5月11日、対北海道日本ハムファイターズ7回戦（京セラドーム大阪）、1回裏に谷元圭介から右越3ラン ※史上26人目
- 1回表の先頭打者初球本塁打を含む1試合3本塁打：2016年9月15日、対北海道日本ハムファイターズ24回戦（札幌ドーム） ※史上初[82]
- 同日開催の試合で2人の選手が1回表に先頭打者初球本塁打：2016年9月15日、糸井が対北海道日本ハムファイターズ24回戦（札幌ドーム）で、桑原将志（横浜DeNAベイスターズ）が対阪神タイガース23回戦（阪神甲子園球場）で記録 ※史上初[182]

### 背番号
- 26（2004年 - 2010年）
- 7（2011年 - 2022年）
- 1（2012年侍ジャパンマッチ）
- 9（2013年WBC）

### 登場曲
- 「Lotta Love」MINMI（2007年）
- 「Pure」EXILE（2008年）
- 「Closer」ニーヨ（2008年）
- 「JUST DANCE Feat. Coldy O'Donis」レディー・ガガ（2009年）
- 「Livin' on a Prayer」ボン・ジョヴィ（2010年）
- 「On the Floor」ジェニファー・ロペス feat. ピットブル（2012年）
- 「PAPI」ジェニファー・ロペス（2012年）
- 「SHAKE」SMAP（2013年 - 2022年）
- 「レット・イット・ゴー～ありのままで～」松たか子（2014年）※期間限定で使用
- 「ダイナマイト」SMAP（2015年）※期間限定で使用

### 代表歴
- 2013 ワールド・ベースボール・クラシック日本代表